# Neostenotarsus scissistylus
Espèce
Synonymes
- Stenotarsus scissistylus Tesmoingt & Schmidt, 2002

Neostenotarsus scissistylus est une espèce d'araignées mygalomorphes de la famille des Theraphosidae.

## Distribution
Cette espèce est endémique de Guyane. Elle se rencontre vers Agoli.

## Description
Le mâle holotype mesure 28 mm et la femelle paratype 40 mm.

## Systématique et taxinomie
Cette espèce a été décrite sous le protonyme Stenotarsus scissistylus par Tesmoingt et Schmidt en 2002. Elle est placée en synonymie avec Stenotarsus guianensis par Schmidt en 2003. Elle est relevée de synonymie par Sherwood et Gabriel en 2024.

## Publication originale
- Tesmoingt & Schmidt, 2002 : « Stenotarsus scissistylus gen. et sp. n. (Theraphosidae: Theraphosinae), eine Vogelspinne aus Französisch Guyana. » Tarantulas of the World, vol. 76, p. 3-12.